# Cygnus NG-13
Cygnus NG-13, precedentemente conosciuta come CRS OA-13, è una missione spaziale privata di rifornimento per la Stazione spaziale internazionale, programmata da Northrop Grumman per la NASA nell'ambito del programma Commercial Resupply Services e decollata il 15 febbraio 2020.
Il vettore utilizzato è stato un Antares 230+, il quale ha portato in orbita il veicolo cargo Cygnus, costituito in questo caso dalla capsula S.S. Robert H. Lawrence, comprendente il modulo per immagazzinamento pressurizzato costruito da un partner industriale di Orbital ATK, la Thales Alenia Space.
La Cygnus NG-13 è stata la quattordicesima missione orbitale del veicolo spaziale Cygnus, la tredicesima delle quali avente come cliente la NASA. Cygnus NG-13 faceva parte, in particolare, del contratto Commercial Resupply Services 2, di cui è stata la seconda missione, che prevede un minimo di sei missioni a favore della Northrop Grumman Innovation Systems.

## Modulo di servizio
La missione Cygnus NG-13 è stata effettuata con una navetta Cygnus, in particolare con una versione di dimensioni maggiori, chiamata Cygnus PCM, utilizzata qui per la decima volta. Come nel caso della precedente missione Cygnus NG-12, è stato inoltre utilizzato un sistema di carico che permette di caricare esperimenti tempo-dipendenti anche solo 24 ore prima del lancio, mentre in precedenza il carico doveva essere pronto ben quattro giorni prima.
Come da tradizione della Orbital ATK, e quindi in seguito della Northrop Grumman Innovation Systems, il modulo è stato battezzato S. S. Robert H. Lawrence, in onore di Robert H. Lawrence, il primo aspirante astronauta afroamericano, che rimase ucciso in un incidente aereo nel dicembre 1967, sei mesi dopo essere stato selezionato come astronauta per partecipare al programma Manned Orbiting Laboratory.

## Lancio e svolgimento della missione

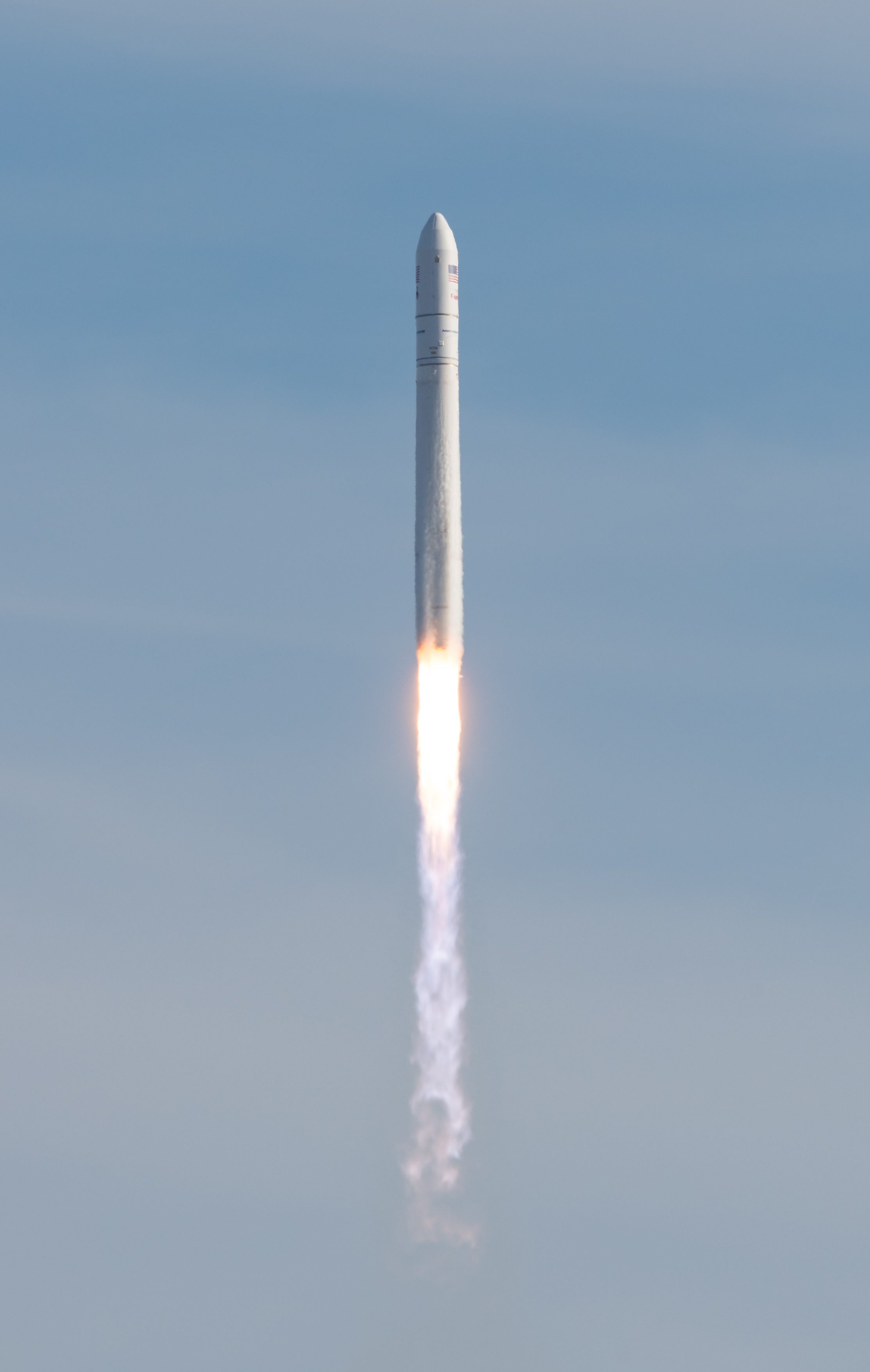
Il decollo dell'Antares 230+ con a bordo la missione Cygnus NG-13.

Dopo essere stata programmata per il 9 febbraio 2020 ed essere stata rimandata a causa di un problema nella lettura dei dati inviati da uno dei supporti a terra a soli 3 minuti dal lancio, la missione è partita il 15 febbraio 2020, alle 20:21:01 UTC, a bordo di un Antares 230+ decollato dal sito di lancio numero 0 del Mid-Atlantic Regional Spaceport. Il 18 febbraio 2020 il modulo Cygnus, con a bordo la capsula pressurizzata per immagazzinamento costruita dalla Thales Alenia Space, ha raggiunto la ISS e ha iniziato a condurre una serie di manovre per regolare la propria velocità, altitudine e orientazione con quella della stazione spaziale. Dopo aver raggiunto il punto di cattura, alle 9:05 UTC il veicolo è stato preso dal Canadarm2, comandato dall'astronauta statunitense Andrew Morgan con l'assistenza della collega Jessica Meir, e infine, alle 11:16 UTC, è stato agganciato al modulo Unity.
Il modulo Cygnus della missione è rimasto agganciato alla ISS per circa 83 giorni. Il distacco è avvenuto l'11 maggio 2020 e il veicolo è stato liberato dal Canadarm2 alle 16:09 UTC dello stesso giorno. Dopo una serie di manovre atte ad allontanarlo dalla stazione spaziale, il Cygnus ha messo in orbita diversi satelliti CubeSat e, così come accaduto per la precedente missione NG-12, non ha effettuato subito il rientro in atmosfera ma è rimasto in orbita per altri 18 giorni (la NG-12 vi rimase altri 45 giorni), come richiesto dalla NASA, per portare avanti l'esperimento Saffire IV e mettere in orbita diversi CubeSat dedicati al miglioramento di tecniche di comunicazione. Una volta terminata la sperimentazione, il 29 maggio la capsula è rientrata nell'atmosfera terrestre, distruggendosi assieme alle tonnellate di spazzatura in essa caricate durante la sua permanenza attraccata all'ISS.

## Carico
La missione NG-13 ha portato in orbita un carico totale di 3377 kg di materiale, parte destinato all'interno della ISS e parte costituito da CubeSat, i quali sono stati poi messi in orbita o dalla Cygnus, utilizzando il sopraccitato dispositivo, dopo il distacco del modulo dalla ISS, o dalla stessa stazione spaziale.
In particolare il carico era così composto:
- Carico destinato all'interno della ISS:
  - Esperimenti scientifici: 966 kg
  - Rifornimenti per l'equipaggio: 712 kg
  - Hardware per la stazione spaziale: 1588 kg
  - Equipaggiamenti per le attività extraveicolari: 81 kg
  - Risorse informatiche: 30 kg

Tra i vari esperimenti scientifici portati in orbita dalla Cygnus NG-13 si possono citare, tra gli altri:
- Mobile SpaceLab: si tratta di uno strumento atto alla coltura di batteri e tessuti per portare avanti avanzati esperimenti di biologia in condizioni di microgravità, incluse osservazioni microscopiche e studi sullo scambio di fluidi.
- Saffire IV: si tratta della quarta parte di un esperimento volto allo sviluppo di materiali ignifughi e di misure atte a prevenire lo scoppio di incendi sulla ISS. Lo Spacecraft Fire Experiment-IV (Saffire-IV) inizierà una volta che il modulo Cygnus si sarà allontanato dalla ISS, usando quest'ultimo come sito in cui esaminare la propagazione di un incendio su diversi materiali e in diverse condizioni ambientali.
- Mochii: si tratta di un microscopio elettronico a scansione in miniatura che aiuterà nella rapida identificazione di particelle trovate sulla ISS, molte delle quali sono invisibili a occhio nudo. Tali particelle potrebbero causare malfunzionamenti alle apparecchiature e mettere a rischio l'incolumità degli astronauti ma, fino all'arrivo di Mochii, le particelle dovevano essere inviate sulla Terra perché fossero analizzate in modo da capirne la natura e quindi la provenienza. Oltre a questo Mochii potrà poi essere utilizzato a supporto di nuovi esperimenti scientifici in condizioni di microgravità.